# Coquillettomyia texana
Coquillettomyia texana är en tvåvingeart som beskrevs av Ephraim Porter Felt 1908. Coquillettomyia texana ingår i släktet Coquillettomyia och familjen gallmyggor.
Artens utbredningsområde är Texas. Inga underarter finns listade i Catalogue of Life.